# Сидоров, Павел Никитович
Павел Никитович Сидоров (10 декабря 1912 — 15 июля 1977) — командир батареи 284-го артиллерийского полка, старший лейтенант. Герой Советского Союза.

## Биография
Родился 10 декабря 1912 года в деревне Чаплыгино в крестьянской семье. Окончил 8 классов и курсы счетоводов. С 1930 года работал счетоводом Матвеевского сельсовета Курской области.
В Красной Армии с 1934 года. Служил красноармейцем в 55-м артиллерийском полку в Курске. В 1938 году окончил курсы младших командиров. С апреля 1938 года служил на Дальнем Востоке. Участник боёв с японскими захватчиками у озера Хасан в 1938 году. Член ВКП(б) с 1943 года.
Участник советско-японской войны 1945 года. Командир батареи 284-го артиллерийского полка старший лейтенант П. Н. Сидоров особо отличился в боях по освобождению острова Сахалин в августе 1945 года.
Получив задачу обеспечить наступление стрелковых подразделений при прорыве мощного Котонского укрепрайона японских войск на Сахалине, умело управлял огнём орудий. Вверенная ему артиллерийская батарея уничтожила шесть наблюдательных пунктов, четыре дота и большое количество живой силы противника.
Указом Президиума Верховного Совета СССР от 8 сентября 1945 года за образцовое выполнение боевых заданий командования на фронте борьбы и проявленные при этом мужество и героизм старшему лейтенанту Сидорову Павлу Никитовичу присвоено звание Героя Советского Союза с вручением ордена Ленина и медали «Золотая Звезда».
После войны продолжал службу в Советской Армии. В 1947 году окончил Высшую офицерскую артиллерийскую школу. С 1947 года служил в Тамбовском военно-артиллерийском техническом училище, с 1952 года — в частях Прибалтийского военного округа. С 1955 года в запасе в звании майора.
Жил в посёлке городского типа Золотухино — районном центре Курской области. С 1957 года работал председателем Золотухинского районного комитета ДОСААФ, с 1961 года — директором нефтебазы. С 1970 года — на пенсии. Скончался 15 июля 1977 года. Похоронен в посёлке городского типа Золотухино.
Награждён орденом Ленина, орденами Красного Знамени, Красной Звезды, медалями.